# Điện thoại đen
Điện thoại đen (tiếng Anh: The Black Phone) là một bộ phim điện ảnh Mỹ thụôc thể loại siêu nhiên – kinh dị – giật gân công chiếu năm 2021 do Scott Derrickson làm đạo diễn, viết kịch bản và đồng sản xuất. Được dựa trên truyện ngắn cùng tên của Joe Hill, bộ phim có sự tham gia của các diễn viên chính gồm Mason Thames, Madeleine McGraw, Jeremy Davies, James Ransone và Ethan Hawke. Bộ phim theo chân Feeney Blake, cậu bé 13 tuổi đang cố gắng liên lạc với những nạn nhân của một kẻ sát nhân cuồng loạn bằng một chiếc điện thoại bí ẩn.
Derrickson quyết định thực hiện bộ phim này sau khi rời khỏi đoàn làm phim Phù thủy tối thượng trong Đa Vũ trụ hỗn loạn của Marvel Studios do sự khác biệt về sáng tạo. Bộ phim khởi quay trong vòng hai tháng tại Wilmington và những quận lân cận ở Bắc Carolina, từ tháng 2 đến tháng 3 năm 2021.
Điện thoại đen có buổi công chiếu tại Fantastic Fest vào ngày 25 tháng 9 năm 2021, và được Universal Pictures phát hành tại Mỹ và Việt Nam vào ngày 24 tháng 6 năm 2022 sau nhiều lần trì hoãn vì đại dịch COVID-19. Sau khi ra mắt, bộ phim nhận về những lời khen ngợi từ giới chuyên môn, với những lời khen về phần diễn xuất, kịch bản và việc tôn trọng nguyên tác. Tác phẩm còn là một thành công về mặt doanh thu khi thu về 161,4 triệu USD từ kinh phí 16–18 triệu USD.